# Bandiera di Fort Sumter

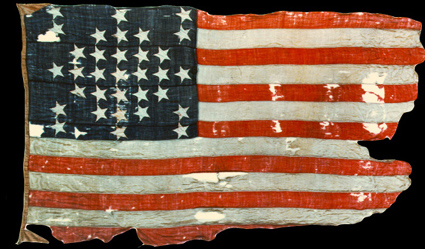
La bandiera di Fort Sumter

La bandiera di Fort Sumter (in inglese Fort Sumter Flag) è un esemplare storico della bandiera degli Stati Uniti d'America (versione a 33 stelle in vigore dal 1859 al 1861) noto per essere stato il vessillo della guarnigione unionista durante il bombardamento di Fort Sumter avvenuto tra il 12 e il 13 aprile 1861.
La bandiera del forte, molto danneggiata dalla battaglia, divenne in breve tempo un simbolo di unità nazionale ed è attualmente conservata presso lo stesso Fort Sumter.

## Descrizione

Riproduzione digitale della bandiera di Fort Sumter, con le stelle disposte a forma di rombo

Bandiera statunitense ufficiale (1861-1863), con le stelle disposte su cinque file simmetriche

La bandiera di Fort Sumter, nonostante il suo grande valore simbolico per la nazione americana, era in realtà una variazione non ufficiale della bandiera statunitense allora in uso, che presentava una diversa disposizione delle 33 stelle a quel tempo incorporate nel vessillo. Dato il loro numero dispari di difficile rappresentazione organica, la versione ufficiale ne prevedeva la disposizione su cinque file orizzontali, le due superiori e le due inferiori con sette stelle e quella centrale con cinque; la versione di Fort Sumter era invece più artistica, raggruppandone venticinque in un rombo centrale e disponendo a coppie le restanti otto negli angoli del cantone superiore.
In realtà esisterebbero due bandiere di Fort Sumter, quella della guarnigione e quella d'assalto; quella della guarnigione, molto più rovinata rispetto all'altro esemplare, è comunque conservata con esso al Museo di Fort Sumter.

## Storia
La bandiera, fabbricata tra il 1859 e il 1860, sventolava su Fort Sumter durante l'assedio che dovette subire nel 1861 da parte dell'esercito confederato, azione che sarebbe stata il casus belli della guerra civile americana. La bandiera rimase un punto di riferimento per entrambi gli schieramenti per tutto il corso della battaglia; colpita più volte e assai danneggiata, il suo abbattimento nel pomeriggio del 13 aprile segnò la virtuale fine degli scontri.

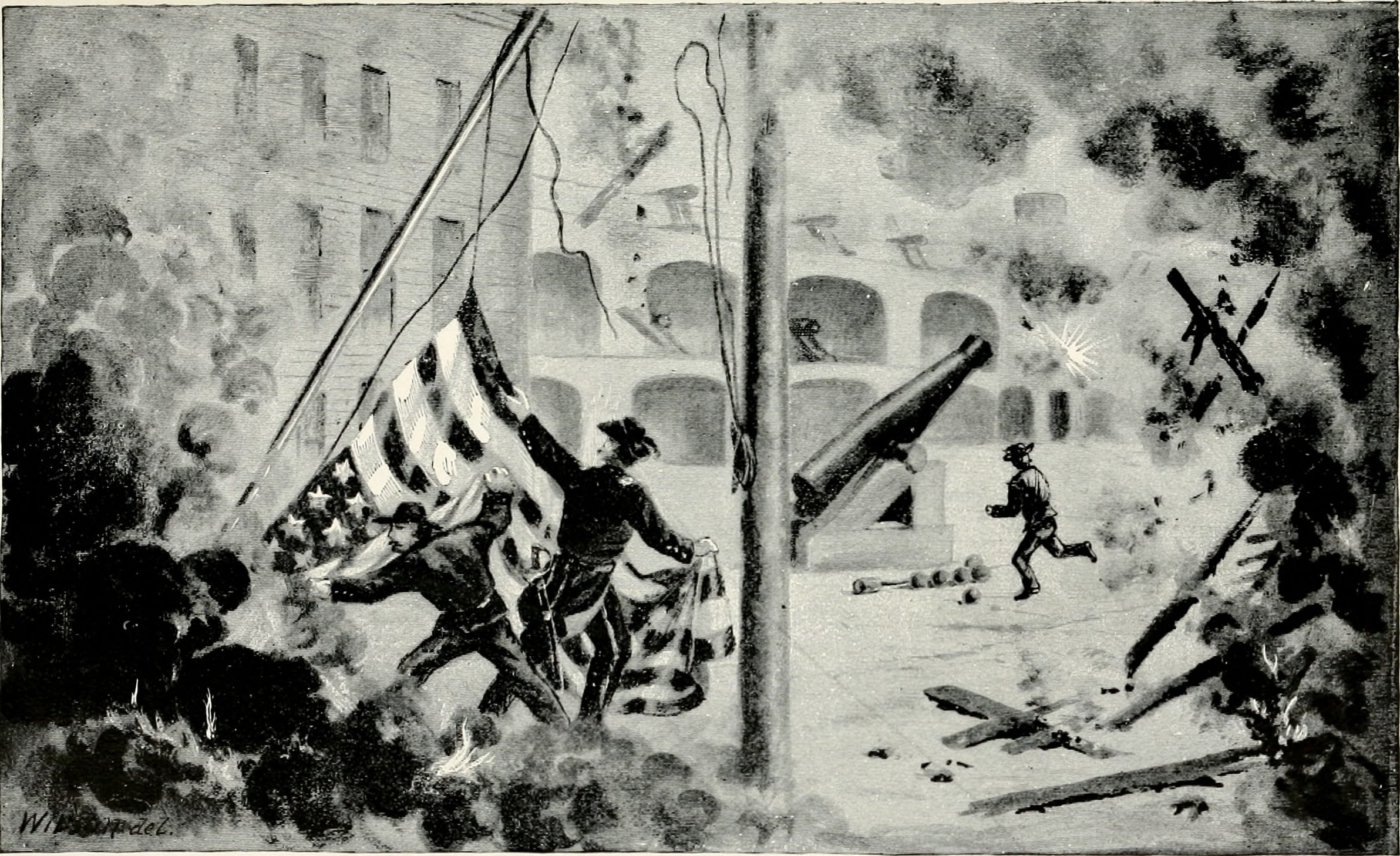
Abbattimento della bandiera di Fort Sumter (illustrazione, 1894)

Alla resa della guarnigione unionista, il generale Beauregard permise al suo nemico Robert Anderson di onorare la bandiera del forte con 100 salve di cannone (ridotte poi a 50 per l'esplosione accidentale di un cumulo di munizioni e la morte di due uomini della guarnigione). Terminata la solenne cerimonia, Anderson poté recuperare la bandiera e portarla con sé al Nord.
Divenuta proprietà personale di Anderson, la bandiera venne ampiamente utilizzata a scopo propagandistico durante grandi eventi organizzati per reclutare nuovi soldati alla causa unionista. A tale scopo venne usata per la prima volta a New York il 20 aprile 1861, appena una settimana dopo la resa di Fort Sumter, dove venne issata su una statua equestre di George Washington e applaudita da più di 100 000 persone, fino a quel momento la più grande manifestazione mai avvenuta nella metropoli. Durante gli eventi successivi venne frequentemente venduta in aste simboliche, i cui vincitori poi la restituivano subito al governo per permettere la raccolta di nuovi fondi per lo sforzo bellico.
Alla fine della guerra civile nel 1865, il 14 aprile, quattro anni dopo la resa di Fort Sumter, in una grande e pomposa cerimonia Robert Anderson issò nuovamente la sua bandiera sulle rovine della fortezza ricatturata, segnando così la fine dell'occupazione confederata e il ritorno del legittimo governo unionista su tutto il Sud degli Stati Uniti. La bandiera rimase in seguito proprietà della famiglia Anderson, finché nel 1905 venne donata nuovamente al governo degli Stati Uniti, che la donò a sua volta nel 1954 al Museo di Fort Sumter, dove è conservata ancora oggi, mentre una sua fedele replica sventola giornalmente sul forte perché l'originale sarebbe troppo fragile per sostenere le forti raffiche di vento della baia di Charleston.